# 나루토의 에피소드 목록
다음은 애니메이션 《나루토》의 방영 목록이다.

## 방영 목록
본 방영 목록은 대한민국에서 더빙되어 나뉜 기수별로 분류되어 있습니다.
| 시즌 1  | 시즌 1                                                                               | 시즌 1                                                                      | 시즌 1 |
| 화수    | 제목                                                                                 | 원제                                                                        |        |
| ------- | ------------------------------------------------------------------------------------ | --------------------------------------------------------------------------- | ------ |
| 1       | 등장! 우즈마키 나루토                                                                | 参上!うずまきナルト                                                         |        |
| 2       | 코노하마루다 이거!                                                                   | 木ノ葉丸だ コレ!                                                            |        |
| 3       | 숙적?! 우치하 사스케                                                                 | 宿敵!?サスケとサクラ                                                        |        |
| 4       | 시련! 서바이벌 연습                                                                  | 試練!サバイバル演習                                                         |        |
| 5       | 실격? 카카시의 결론                                                                  | 失格?カカシの結論                                                           |        |
| 6       | 중요임무! 파도의 나라로 초출발!                                                      | 重要任務!波の国へ超出発!                                                    |        |
| 7       | 안개의 암살자!                                                                       | 霧の暗殺者!                                                                 |        |
| 8       | 아픔에 맹세한 결의                                                                   | 痛みに誓う決意                                                              |        |
| 9       | 사륜안의 카카시                                                                      | 写輪眼のカカシ                                                              |        |
| 10      | 차크라의 숲                                                                          | チャクラの森                                                                |        |
| 11      | 영웅이 있던 나라                                                                     | 英雄のいた国                                                                |        |
| 12      | 다리 위의 결전! 자부자 부활!!                                                        | 橋上決戦!ザブザ再び!!                                                       |        |
| 13      | 하쿠의 비술, 마경빙정                                                                | 白の秘術 魔鏡氷晶                                                           |        |
| 14      | 의외성 No.1 나루토 등장!                                                             | 意外性NO.1 ナルト参戦!                                                      |        |
| 15      | 앞이 보이지 않는 싸움 사륜안 무너뜨리다                                              | 視界ゼロの戦い 写輪眼崩し!                                                  |        |
| 16      | 해방된 봉인                                                                          | 解放された封印                                                              |        |
| 17      | 하쿠의 과거 숨겨진 기억                                                              | 白い過去 秘めた想い                                                         |        |
| 18      | 닌자라는 이름의 도구                                                                 | 忍という名の道具                                                            |        |
| 19      | 자부자, 눈과 함께 지다                                                               | ザブザ雪に散る…                                                             |        |
| 20      | 신장돌입! 중급닌자 시험이라고요                                                      | 新章突入!中忍試験だってばよ                                                 |        |
| 21      | 새롭게 나타난 강적들                                                                 | 名乗れ!現れた強敵たち!!                                                     |        |
| 22      | 기합이 120% 뜨거운 도전장!                                                           | 気合い120% ナウでロックな挑戦状!                                            |        |
| 23      | 해산시켜라 라이벌! 신인 9명 전원집합                                                 | 蹴散らせライバル!新人(ルーキーナイン)9人全員集合                            |        |
| 24      | 갑자기 실격? 초난관의 제1시험                                                        | いきなり失格?超難関の第一試験                                               |        |
| 25      | 운에 맡긴 승부! 수수께끼의 10번 문제                                                 | 出たとこ勝負!踏ん張りどころの10問目                                         |        |
| 26      | 죽음의 숲 인터뷰! 나뭇잎마을 학급신문이다 이거!                                      | 絶対必見!死の森直前ルポ!木ノ葉の学級新聞だコレ!                             |        |
| 27      | 제2시험 시작! 사방이 적이다!                                                         | 第二試験スタート!周りはみんな敵だらけ!                                      |        |
| 28      | 먹느냐 먹히느냐! 먹이가 된 나루토                                                    | 喰うか喰われるか!エサになったナルト                                         |        |
| 29      | 나루토 부활하다, 나는 도망치지 않아!                                                 | ナルト反撃!逃げねーんだってばよ!                                            |        |
| 30      | 부활하라 사륜안! 필살, 화둔 용화술!                                                  | 蘇れ写輪眼!必殺・火遁龍火の術!                                              |        |
| 31      | 송충이 눈썹의 순정! 난 죽을 때까지 널 지켜줄거야!                                    | 激まゆプラトニック!僕は死ぬまでアナタを守る!!                               |        |
| 32      | 아름다운 사쿠라! 결의에 찬 뒷 모습                                                   | サクラ咲く!決意の後ろ姿                                                     |        |
| 33      | 무적의 삼총사! 이노시카쵸!!                                                          | 無敵のフォーメーション!いのシカチョウ!!                                     |        |
| 34      | 아카마루 경악! 사막의 가아라                                                         | 赤丸ビックリ!我愛羅、驚異の実力                                             |        |
| 35      | 훔쳐보지 마라! 두루마리의 비밀                                                       | のぞき見厳禁!巻き物の秘密                                                   |        |
| 36      | 분신 대결! 내가 주인공이라니깐!                                                      | 分身対決！オレが主役だってばよ！                                            |        |
| 37      | 제2시험 통과! 9명의 신인이 다시 모였다!                                              | 第二試験突破!勢ぞろいルーキーナイン!                                        |        |
| 38      | 합격자를 줄여라?! 제 3 시험 예선!!                                                   | 合格者二分の一!?イキナリ試合だってばよ!!                                    |        |
| 39      | 송충이눈썹의 질투! 사자련탄 탄생!                                                    | ゲジまゆジェラシー!『獅子連弾』誕生!                                        |        |
| 40      | 일촉즉발!! 카카시 대 오로치마루                                                      | 赤丸参戦!!負け犬はどっちだ                                                  |        |
| 41      | 라이벌 격돌! 최선을 다해서 싸워라                                                    | ライバル激突!オトメ心は本気モード                                           |        |
| 42      | 승부를 내자! 아자 아자 아자!                                                         | ベストバトルはしゃーんなろー!!                                              |        |
| 43      | 정신차려 시카마루?! 여자 닌자들의 뜨거운 승부                                        | シカマルタジタジ!?くの一達の熱き戦い                                        |        |
| 44      | 아카마루가 나가신다!! 나루토 대 키바?                                                | 赤丸参戦!!負け犬はどっちだ                                                  |        |
| 45      | 어안이 벙벙! 황당무계, 나루토의 비기                                                 | ヒナタ赤面!観客あんぐり、ナルトの奥の手                                     |        |
| 46      | 백안이 눈을 뜬다!! 히나타의 굳은 결의!                                               | 白眼開眼!!内気なヒナタの大胆決意!                                           |        |
| 47      | 동경하는 사람의 눈 앞에서!!                                                          | 憧れの人の目の前で!!                                                        |        |
| 48      | 덤벼라 가아라! 젊음의 파워가 폭발한다!                                               | 我愛羅粉砕!!若さだ！パワーだ！爆発だ！                                      |        |
| 49      | 열혈 꼴찌가 붙타게 타오른다! 금단의 비기!                                            | 熱血落ちこぼれ！遂に炸裂、禁断の奥義！                                      |        |
| 50      | 아... 록 리! 이것이 남자의 삶이다!!                                                  | 嗚呼ロック・リー！これが男の生き様よ！！                                    |        |
| 51      | 어둠 속의 그림자! 사스케에게 닥쳐오는 위기                                           | 闇にうごめく影 サスケに迫る危機！                                           |        |
| 시즌 2  |                                                                                      |                                                                             |        |
| 화수    | 제목                                                                                 | 원제                                                                        |        |
| 52(1)   | 에비스 컴백! 파렴치한 짓 하면 내가 용서 못한다!                                      | エビス再び！ハレンチは私が許しませんぞ！                                    |        |
| 53(2)   | 이봐 잠깐! 에로선인 등장                                                             | あいやしばらく！エロ仙人登場！                                              |        |
| 54(3)   | 에로선인의 전수! 소환술이라니깐!!                                                    | エロ仙人直伝 口寄せの術だってばよ！！                                       |        |
| 55(4)   | 간절한 마음! 소원을 담은 꽃 한송이                                                   | 切ない想い 願いを込めた一輪                                                 |        |
| 56(5)   | 죽느냐 사느냐?! 비기 전수는 목숨을 걸고!                                             | 生か死か!?免許皆伝は命懸け！                                                |        |
| 57(6)   | 날았노라! 뛰었노라! 숨었노라! 두꺼비 두목 등장!!                                     | 飛んだ！跳ねた！潜った！ガマ親分登場!!                                      |        |
| 58(7)   | 소리없이 다가오는 마의 손, 병실을 노린다!                                            | しのび寄る魔の手！狙われた病室                                              |        |
| 59(8)   | 달리고 달려라! 본선 시작이라니깐!                                                    | モー烈 モー追 モーダッシュ 本選開始だってばよ                               |        |
| 60(9)   | 백안 대 그림자분신! 나는 반드시 이긴다!                                              | 白眼ＶＳ影分身！オレはゼってー勝つ!!                                        |        |
| 61(10)  | 사각 지대가 없다! 또 하나의 절대 방어                                                | 死角ゼロ！もうひとつの絶対防御                                              |        |
| 62(11)  | 쓰레기의 저력!                                                                       | 落ちこぼれの底力！                                                          |        |
| 63(12)  | 실격이냐 기권이냐! 파란만장한 본선이 펼쳐진다!                                       | 失格!?キケン！前倒し！波乱含みの大本選！                                    |        |
| 64(13)  | 구름은 좋겠다... 의욕 제로의 남자                                                    | 雲はいいなあ… やる気ゼロの男                                                |        |
| 65(14)  | 격돌! 나뭇잎이 춤추고 모래가 꿈틀거리는 순간!                                        | 激突！木の葉舞い 砂うごめく瞬間（とき）                                     |        |
| 66(15)  | 폭풍을 부르는 남자!! 사스케의 송충이눈썹류 체술!                                     | 嵐を呼ぶ男!!サスケのゲジマユ流体術！                                        |        |
| 67(16)  | 괜히 늦게 온 게 아냐! 궁극의 비기, 치도리 탄생!                                      | だてに遅れたわけじゃない！究極奥義・千鳥誕生!!                              |        |
| 68(17)  | [나뭇잎 부수기] 시동!                                                                | 『木ノ葉崩し』始動！                                                        |        |
| 69(18)  | 기다렸다! A등급 임무라니깐!!                                                         | 待ってました！Ａランク任務だってばよ!!                                      |        |
| 70(19)  | 도망치기 NO.1! 시카마루의 대활약                                                     | 逃げ腰NO.1 めんどくせーがやるっきゃねえ!!                                   |        |
| 71(20)  | 용호상박! 호카게 대 호카게                                                           | 古今無双！『火影』というレベルの戦い                                        |        |
| 72(21)  | 호카게의 과오! 가면 속의 맨얼굴                                                      | 火影の過ち 仮面の下の素顔                                                   |        |
| 73(22)  | 금지된 비기! 시귀봉진                                                                | 禁術奥義！『屍鬼封尽』                                                      |        |
| 74(23)  | 경악! 가아라의 정체                                                                  | 驚愕！我愛羅の正体                                                          |        |
| 75(24)  | 한계를 넘어서... 사스케의 결단!                                                      | 限界を越えて… サスケの決断!!                                                |        |
| 76(25)  | 달밤의 암살자                                                                        | 月夜の暗殺者                                                                |        |
| 77(26)  | 빛과 어두움! 가아라라는 이름                                                         | 光と闇 我愛羅という名                                                       |        |
| 78(27)  | 폭발! 나왔다, 나루토 인법첩!!                                                        | 爆発！これぞナルト忍法帖～～っ!!                                            |        |
| 79(28)  | 승부는 났다! 빛과 어두움                                                             | リミットぶっちぎり！～光と闇～                                              |        |
| 80(29)  | 3대 호카게여, 영원히...!                                                             | 三代目よ、永久に……!!                                                        |        |
| 81(30)  | 아침 안개의 귀향                                                                     | 朝霧の帰郷                                                                  |        |
| 82(31)  | 사륜안 대 사륜안                                                                     | 写輪眼ＶＳ写輪眼!!                                                          |        |
| 83(32)  | OH, NO~! 정신 좀 차리라니깐, 에로선인!                                               | おお、のォ～っ！自来也の女難、ナルトの災難                                  |        |
| 84(33)  | 포효하라 치도리, 절규하라 사스케!                                                    | 唸れ千鳥 吠えろサスケ！                                                     |        |
| 85(34)  | 어리석은 동생이여... 원망하고, 증오해라!                                             | 愚かなる弟よ 恨め、憎め！                                                   |        |
| 86(35)  | 훈련 개시! 난 반드시 강해질 거야!                                                    | 修行開始 オレはぜってー強くなる！                                           |        |
| 87(36)  | 하고만다!!! 터져라, 물풍선!                                                          | 根性!!!割れろ水風船！                                                       |        |
| 88(37)  | 나뭇잎 마크와 서클렛                                                                 | 木ノ葉マークと額当て                                                        |        |
| 89(38)  | 파문(波紋)                                                                           | 波紋                                                                        |        |
| 90(39)  | 분노 폭발! 용서할 수 없다니깐!                                                       | 怒りバクハツ！許さねーってばよ                                              |        |
| 91(40)  | 초대 호카게의 유산! 죽음을 부르는 목걸이                                             | 初代火影の遺産 死を呼ぶ首飾り                                               |        |
| 92(41)  | 예스냐 노냐! 츠나데의 대답                                                           | YESかNOか！ツナデの回答                                                     |        |
| 93(42)  | 교섭 결렬                                                                            | 交渉決裂！！                                                                |        |
| 94(43)  | 받아라! 분노의 나선환                                                                | くらえ！怒りの螺旋丸                                                        |        |
| 95(44)  | 5대 호카게! 목숨을 건 싸움                                                           | 五代目火影 命を賭けた闘い！                                                 |        |
| 96(45)  | 세 닌자의 싸움                                                                       | 三すくみの戦い                                                              |        |
| 97(46)  | 온천에서 생긴 일                                                                     | ナルトの湯けむり珍道中                                                      |        |
| 98(47)  | 닌자를 포기해라! 츠나데의 통고                                                       | 忍者を辞めろ！ツナデの通告                                                  |        |
| 99(48)  | 불의 의지를 잇는 자                                                                  | 火の意志を継ぐもの                                                          |        |
| 100(49) | 열혈 사제의 인연! 남자가 닌자의 길을 갈 때!                                          | 熱血師弟の絆～男が忍道を貫くとき～                                          |        |
| 101(50) | 보고 싶어, 알고 싶어, 확인하고 싶어! 카카시 선생님의 맨 얼굴                         | 見たい、知りたい、確かめたい カカシ先生の素顔                               |        |
| 102(51) | 새 임무다! 의리와 인정과 차의 나라를 구해라!                                         | いざ新任務 義理と人情と茶国を救え！                                         |        |
| 103(52) | 나루토의 격침!? 음모가 소용돌이 치는 바다                                            | ナルト撃沈!? 陰謀うずまく大海原                                             |        |
| 104(53) | 달려라 이다테! 폭풍을 부르는 파란의 나기도                                           | 走れイダテ! 嵐を呼ぶ波乱のナギ島!!                                          |        |
| 105(54) | 결승점 직전! 천둥소리 울려 퍼지는 대격투                                             | ゴール直前！ 雷鳴とどろく大激闘                                             |        |
| 106(55) | 달려라 이다테! 집념의 라스트 스퍼트!                                                 | 届くかイダテ！ 執念のラストスパート                                         |        |
| 시즌 3  |                                                                                      |                                                                             |        |
| 화수    | 제목                                                                                 | 원제                                                                        |        |
| 107(1)  | 너와 싸우고 싶다! 드디어 격돌, 사스케 대 나루토                                      | オマエと戦いたい！ ついに激突、サスケVSナルト                               |        |
| 108(2)  | 보이지 않는 균열                                                                     | 見えない亀裂                                                                |        |
| 109(3)  | 소리마을의 유혹                                                                      | 音の誘い                                                                    |        |
| 110(4)  | 결성! 철벽 포메이션                                                                  | 結成！鉄壁のフォーメーション                                                |        |
| 111(5)  | 접촉! 소리 4인방의 실력                                                              | 接触～音四人衆の実力～                                                      |        |
| 112(6)  | 갑자기 내부 분열? 시카마루 소대의 위기                                               | イキナリ仲間割れ!? シカマル小隊大ピンチ                                     |        |
| 113(7)  | 풀 파워! 불타는 쵸지                                                                 | パワー全開！ 燃えろチョウジ                                                 |        |
| 114(8)  | 잘가라 친구여...! 그래도 나는 믿고 있다                                              | さらば友よ…！ それでもオレは信じてる                                        |        |
| 115(9)  | 네 상대는 바로 나다!                                                                 | お前の相手はこのオレだ！                                                    |        |
| 116(10) | 시계 360도 백안의 사각                                                               | 視界360度 白眼の死角                                                        |        |
| 117(11) | 질 수 없는 이유                                                                      | 負けられない理由                                                            |        |
| 118(12) | 탈환! 너무 늦어버린 그릇                                                             | 奪還 ～間に合わなかった器～                                                 |        |
| 119(13) | 실책! 새로운 적                                                                      | 失策！ 新たなる敵                                                           |        |
| 120(14) | 포효하라! 울부짖어라! 궁극의 태그매치                                                | 唸れ！吼えろ！究極のタッグ                                                  |        |
| 121(15) | 각자의 싸움                                                                          | それぞれの闘い                                                              |        |
| 122(16) | 페이크! 사나이 시카마루, 기사회생의 도박                                             | フェイク！ 男シカマル 起死回生の賭け                                        |        |
| 123(17) | 나뭇잎의 푸른 야수 등장!                                                             | 木ノ葉の碧き野獣 見参！                                                     |        |
| 124(18) | 야수 작렬! 나간다, 리와 키미마로의 대결                                              | 野獣炸裂！弾けろ吹っ飛べ突き抜けろ！                                        |        |
| 125(19) | 나뭇잎 동맹국! 모래마을의 닌자                                                       | 木ノ葉同盟国 砂の忍                                                         |        |
| 126(20) | 최강 대결! 가아라 대 키미마로                                                        | 最強対決！ 我愛羅VS君麻呂！                                                 |        |
| 127(21) | 집념의 일격! 고사리의 춤                                                             | 執念の一撃！早蕨の舞                                                        |        |
| 128(22) | 대답없는 절규                                                                        | 届かない叫び                                                                |        |
| 129(23) | 형과 아우, 너무나 먼 존재                                                            | 兄（イタチ）と弟（サスケ） 遠すぎる存在                                     |        |
| 130(24) | 아버지와 아들, 깨어진 믿음                                                           | 父と子 ひび割れた家紋                                                       |        |
| 131(25) | 개안의 비밀! 만화경 사륜안                                                           | 開眼 万華鏡写輪眼の秘密                                                     |        |
| 132(26) | 친구여!                                                                              | 親友（とも）よ！                                                            |        |
| 133(27) | 눈물의 포효! 넌 나의 친구다                                                          | 涙の咆哮！ オマエはオレの友達だ                                             |        |
| 134(28) | 눈물의 비, 그 결말                                                                   | 涙雨（なみだあめ）の結末                                                    |        |
| 135(29) | 지키지 못한 약속                                                                     | 守れなかった約束                                                            |        |
| 136(30) | 잠입수사?! 드디어 왔다, S급 임무                                                     | 潜入捜査!? 遂にきたきた超S級任務                                            |        |
| 137(31) | 무법자의 마을! 후우마 일족의 그림자                                                  | 無法者の街 ふうま一族の影                                                   |        |
| 138(32) | 깨끗한 배신, 덧없는 바람                                                             | 清き裏切り はかなき願い                                                     |        |
| 139(33) | 공포! 오로치마루의 저택                                                              | 恐怖！ 大蛇丸の館                                                           |        |
| 140(34) | 두 개의 고동! 카부토의 함정                                                          | 二つの鼓動 カブトの罠                                                       |        |
| 141(35) | 사쿠라의 결의!                                                                       | サクラの決意                                                                |        |
| 142(36) | 경계시설의 세 악인                                                                   | 厳戒施設の三悪人                                                            |        |
| 143(37) | 달려라 톤톤! 네 코만 믿는다니깐                                                      | 走れトントン！お前の鼻が頼りだってばよ                                      |        |
| 144(38) | 신생 3인 1조! 두 사람과 한 마리                                                      | 新生三人一組（スリーマンセル） 二人と一匹！                                 |        |
| 145(39) | 작렬! 뉴 포메이션 이노시카쵸                                                         | 炸裂！ニューフォーメーションいのシカチョウ                                  |        |
| 146(40) | 남겨진 야망! 오로치마루의 그림자                                                     | 残された野望 大蛇丸の影                                                     |        |
| 147(41) | 인연의 대결! 넌 날 쓰러뜨릴 수 없다                                                  | 因縁の対決！オマエにオレは倒せねえ                                          |        |
| 148(42) | 아카마루도 질투하는 추적력! 환상의 미향충을 찾아라                                   | 超追尾力に赤丸も嫉妬！幻の微香虫を探せ                                      |        |
| 149(43) | 어디가 다르냐구!? 벌레는 다 똑같아 보이는 걸                                         | どこが違うのさ!? 虫って同じに見えないか                                     |        |
| 150(44) | 속이고 놀리고 속아넘어가고! 장렬하고 뜨거운 배틀                                     | だまして化かしてだまされて！ 壮絶ムシムシ大バトル                           |        |
| 151(45) | 타올라라 백안! 이것이 내 닌자의 길이다                                               | 燃えよ白眼！ これが私の忍道よ                                               |        |
| 152(46) | 산 자를 위한 장송곡                                                                  | 生あるものへの葬送曲（そうそうきょく）                                      |        |
| 153(47) | 진심을 느껴라! 사랑의 철권                                                           | 心に届け！愛の鉄拳                                                          |        |
| 154(48) | 백안의 천적                                                                          | 白眼の天敵                                                                  |        |
| 155(49) | 다가오는 먹구름                                                                      | 忍び寄る暗雲                                                                |        |
| 156(50) | 역습의 라이가                                                                        | 逆襲の雷牙                                                                  |        |
| 157(51) | 달려라! 생명의 카레                                                                  | 走れ!!!生命のカレー                                                         |        |
| 시즌 4  |                                                                                      |                                                                             |        |
| 화수    | 제목                                                                                 | 원제                                                                        |        |
| 158(1)  | 모두 나를 따르라! 땀과 눈물의 타쿠라미 서바이벌                                      | みんなオレについて来い！汗と涙のタクラミ大サバイバル                        |        |
| 159(2)  | 적인가 아군인가!? 황야의 상금 사냥꾼                                                 | 敵か味方か!? 荒野の賞金稼ぎ                                                 |        |
| 160(3)  | 잡느냐 잡히느냐!? 오케이절의 결투                                                    | 獲るか獲られるか!?オッケー寺の決斗                                          |        |
| 161(4)  | 별난 손님 등장! 푸른 맹수? 야수? 희귀동물?                                           | 珍客見参 碧の野獣？猛獣？…珍獣？                                            |        |
| 162(5)  | 저주받은 하얀 무사                                                                   | 白き呪い武者                                                                |        |
| 163(6)  | 책사 코메이의 의도                                                                   | 策士・紅明の思惑                                                            |        |
| 164(7)  | 늦어버린 지원군                                                                      | 遅すぎた助っ人                                                              |        |
| 165(8)  | 나루토 죽다                                                                          | ナルト死す                                                                  |        |
| 166(9)  | 과거에 멈춘 시간                                                                     | 止まったままの時間                                                          |        |
| 167(10) | 새롭게 시작하는 시간                                                                 | 白鷺の羽ばたく時間                                                          |        |
| 168(11) | 타올라라 찜통아! 반죽하고 면 뽑고 삶아라!!                                           | 燃えろ寸胴！ 混ぜて伸ばして茹で上げろ!!                                     |        |
| 169(12) | 기억, 잃어버린 페이지                                                                | 記憶 失われた頁（ページ）                                                   |        |
| 170(13) | 충격! 봉쇄된 문                                                                      | 衝撃 閉ざされた扉                                                           |        |
| 171(14) | 잠입! 준비된 함정                                                                    | 潜入 仕組まれた罠（トラップ）                                               |        |
| 172(15) | 절망! 찢어진 마음                                                                    | 絶望 引き裂かれた心（ハート）                                               |        |
| 173(16) | 해전! 해방된 파워                                                                    | 海戦 解き放たれた力（パワー）                                               |        |
| 174(17) | 말도 안된다니깐! 부자인법, 금둔술                                                    | ありえねーってばよ！セレブ忍法・金遁の術                                    |        |
| 175(18) | 여기를 파봐, 멍멍! 보물을 찾아라                                                     | ここ掘れワンワン！埋蔵金を探せ                                              |        |
| 176(19) | 달리고 달리고 또 달려라! 쫓고 쫓기는 대추격전                                        | 疾走、迷走、ジグザグ走！追って追われて間違えて                              |        |
| 177(20) | 오우~ 집배원 아저씨 제발!                                                            | ＯＨ!?ぷりーずみすたーぽすとまん                                            |        |
| 178(21) | 만남! 별의 이름을 가진 소년                                                          | 出会い 「星」の名を持つ少年                                                 |        |
| 179(22) | 여름날의 별, 슬픈 자장가                                                             | ナツヒボシ 思い出の子守唄                                                   |        |
| 180(23) | 비술, 공작묘법의 대가                                                                | 秘術 孔雀妙法の代償                                                         |        |
| 181(24) | 호시카게, 묻어버린 진실                                                              | 星影 葬り去られた真実                                                       |        |
| 182(25) | 재회! 남겨진 시간                                                                    | 再会 残された時間                                                           |        |
| 183(26) | 별은 빛을 더하고                                                                     | 星は輝きを増して                                                            |        |
| 184(27) | 이누즈카 키바의 기나긴 하루                                                          | 犬塚キバのなが～い一日                                                      |        |
| 185(28) | 나뭇잎마을의 전설! 옴바는 존재하고 있었다                                            | 木の葉隠れの伝説 オンバアは実在した！！                                     |        |
| 186(29) | 웃는 시노                                                                            | 笑うシノ                                                                    |        |
| 187(30) | 개업!! 나뭇잎 이삿짐센터                                                             | 開業！！木ノ葉引越センター                                                  |        |
| 188(31) | 이해불능! 표적이 된 행상                                                             | 不可解 狙われた行商人                                                       |        |
| 189(32) | 지하수, 무진장의 닌자도구                                                            | 地下水 無尽蔵の忍具                                                         |        |
| 190(33) | 백안은 봤다! 자기술사의 사각                                                         | 白眼は見た！磁気使いの死角                                                  |        |
| 191(34) | 죽음의 선고! [흐림 때때로 맑음]                                                      | 死の宣告 『くもり時々晴れ』                                                 |        |
| 시즌 5  |                                                                                      |                                                                             |        |
| 화수    | 제목                                                                                 | 원제                                                                        |        |
| 192(1)  | 이노의 절규! 통통 파라다이스                                                         | いの絶叫！ポッチャリ♥パラダイス                                             |        |
| 193(2)  | 비바, 도장 격파! 청춘은 폭발이다                                                     | ビバ道場破り！青春はバクハツだ                                              |        |
| 194(3)  | 저주받은 유령성                                                                      | 怪奇 呪われた幽霊城                                                         |        |
| 195(4)  | 리의 위기, 최대의 라이벌                                                             | 第三の超獣 最大のライバル                                                   |        |
| 196(5)  | 눈물의 격돌! 열혈사제 대결                                                           | 涙の激突！熱血師弟対決                                                      |        |
| 197(6)  | 대위기! 나뭇잎마을의 11인 전원 집합                                                  | 大ピンチ!木ノ葉の11人全員集合                                               |        |
| 198(7)  | 암부도 속수무책! 나루토의 기억                                                       | 暗部もお手上げ ナルトの記憶                                                 |        |
| 199(8)  | 빗나가는 예상, 드러나는 표적                                                         | 的外れ 見えてきた標的                                                       |        |
| 200(9)  | 팔팔한 현역! 최강의 지원군                                                           | 現役バリバリ！最強の助っ人                                                  |        |
| 201(10) | 다중 트랩! 붕괴의 카운트다운                                                         | 多重トラップ 崩壊のカウントダウン                                           |        |
| 202(11) | 오늘발표! 닌자들의 땀과 눈물의 명승부, 베스트 5! 기다리던 번외편도 있다니깐요 스페셜 | 忍者たちの汗と涙の名勝負ベスト５！お楽しみの番外編もあるってばよ スペシャル |        |
| 203(12) | 쿠레나이의 결단! 남겨진 제 8조                                                       | 紅の決断 とり残された第8班                                                  |        |
| 204(13) | 표적이 된 야쿠모, 봉인된 능력                                                        | 狙われた八雲 封印された能力                                                 |        |
| 205(14) | 쿠레나이의 극비 임무! 3대 호카게와의 약속                                            | 紅の極秘任務～三代目との約束～                                              |        |
| 206(15) | 환술인가 현실인가! 오감을 지배하는 자                                                | 幻術か現実か 五感を制するもの                                               |        |
| 207(16) | 봉인된 힘                                                                            | 封じられたはずの能力(ちから)                                                |        |
| 208(17) | 명기 화조풍월의 무게                                                                 | 名器 花鳥風月の重さ                                                         |        |
| 209(18) | 적은 [반닌자단]                                                                      | 敵は『不忍（しのばず）』                                                    |        |
| 210(19) | 미로의 숲                                                                            | 迷いの森                                                                    |        |
| 211(20) | 불꽃의 기억                                                                          | 炎の記憶                                                                    |        |
| 212(21) | 각자의 길                                                                            | それぞれの道                                                                |        |
| 213(22) | 잃어버린 기억                                                                        | 失われた記憶                                                                |        |
| 214(23) | 되찾은 기억                                                                          | 取り戻したい現実                                                            |        |
| 215(24) | 지우고 싶은 과거                                                                     | 消し去りたい過去                                                            |        |
| 216(25) | 사라진 장인, 표적이 된 수학                                                          | 消えた匠 狙われた守鶴                                                       |        |
| 217(26) | 모래 동맹국, 나뭇잎마을 닌자                                                         | 砂の同盟国 木ノ葉の忍                                                       |        |
| 218(27) | 봉인당한 모래, 수호의 반격                                                           | 封じられた砂 水虎の反撃                                                     |        |
| 219(28) | 되살아난 궁극의 병기                                                                 | よみがえった究極兵器                                                        |        |
| 220(29) | 여행을 떠나다                                                                        | 旅立ち                                                                      |        |